# 夸克浏览器
夸克浏览器（Quark）是阿里巴巴集團UC瀏覽器於2016年10月推出的一款手機端瀏覽器，內置夸克搜索。該瀏覽器以「極簡」作為宣傳口號。艾瑞咨詢認為，此類內存佔比小、功能簡單的極簡手機瀏覽器受到年輕用戶的歡迎。

## 相关事件
2023年10月30日，中华人民共和国国家互联网信息办公室处罚夸克浏览器，缘由是未遵守相关管理要求，在搜索结果中出现大量淫秽色情信息，破坏网络生态。夸克回应对该处罚“高度重视、诚恳接受、坚决执行”。网信部门表示，将持续关注破坏网络生态违法违规的相关问题，进一步加强网络执法工作，促进网站平台落实主体责任和社会责任，健全管理制度，依法依规提供网络信息服务，严禁为违法违规信息提供传播渠道，切实维护清朗网络空间。

## 外部連結
- 官方网站